# Scott McGrory
Scott McGrory (22 dicembre 1969) è un ex pistard australiano.

## Palmarès

### Olimpiadi
- 2 medaglie:
  - 1 oro (Sydney 2000 nell'Americana)
  - 1 bronzo (Seul 1988 nell'inseguimento a squadre)

### Mondiali
- 1 medaglia:
  - 1 argento (Manchester 1996 nell'Americana)